# Disney Channel: Play It Loud
Disney Channel Play It Loud es un álbum recopilatorio lanzado el 11 de febrero de 2014.

## Composición y lanzamiento
El álbum cuenta con artistas musicales asociados o popularizados por Disney Channel como Ross Lynch, Debby Ryan, Zendaya, China Anne McClain, Dove Cameron, Laura Marano, Bella Thorne, y también Luke Benward. Algunas canciones fueron grabadas con anterioridad a la producción de este álbum, mientras que otros fueron grabadas específicamente para él. El 11 de febrero de 2014, el álbum fue lanzado.

## Lista de canciones
| N.º | Título                                                    | Artista(s)                  | Duración |  |
| 1.  | «Cloud 9» (de Cloud 9)                                    | Dove Cameron y Luke Benward | 3:30     |  |
| 2.  | «Better in Stereo» (Versión tema musical de Liv & Maddie) | Dove Cameron                | 2:33     |  |
| 3.  | «You Can Come to Me» (de Austin & Ally)                   | Ross Lynch y Laura Marano   | 3:42     |  |
| 4.  | «Timeless» (de Austin & Ally)                             | Ross Lynch                  | 3:39     |  |
| 5.  | «Best Year» (de Jessie)                                   | Debby Ryan                  | 3:13     |  |
| 6.  | «The Me That You Don't See» (de Austin & Ally)            | Laura Marano                | 2:55     |  |
| 7.  | «On Top of the World» (de Liv and Maddie)                 | Dove Cameron                | 3:04     |  |
| 8.  | «Remember Me» (de Shake It Up)                            | Zendaya                     | 3:03     |  |
| 9.  | «Ring Ring (Hey Girls)» (de Shake It Up)                  | Bella Thorne                | 2:46     |  |
| 10. | «Let's Get Tricky» (de Shake It Up)                       | Bella Thorne y Roshon Fegan | 2:30     |  |
| 11. | «I Got That Rock and Roll» (de Austin & Ally)             | Ross Lynch                  | 2:37     |  |
| 12. | «DNA» (de A.N.T. Farm)                                    | China Anne McClain          | 2:41     |  |
| 13. | «Dancin' by Myself» (de A.N.T. Farm)                      | China Anne McClain          | 2:55     |  |
| 14. | «Austin & Ally Glee Club Mash Up»                         | Elenco de Austin & Ally     | 2:49     |  |

## Listas
| Lista (2014)  | Máxima posición |
| ------------- | --------------- |
| Billboard 200 | 101             |

## Historial del lanzamiento
| País           | Fecha                 | Formatos             | Discográfica                          |
| -------------- | --------------------- | -------------------- | ------------------------------------- |
| Estados Unidos | 11 de febrero de 2014 | CD, descarga digital | Walt Disney Records Hollywood Records |